# Problem dvostruke empatije
Problem dvostruke empatije jest psihološka teorija koja predlaže da su društvene i komunikacijske poteškoće prisutne u osoba s autizmom posljedica recipročnog nedostatka razumijevanja i dvosmjernih razlika u stilu komunikacije između autističnih osoba i neurotipičnih osoba. Ona dovodi u pitanje općeprihvaćenu, ali osporenu, ideju da teorija uma i empatija općenito izostaju kod autističnih osoba. Nedavna istraživanja sugeriraju da autistične osobe međusobno mogu imati bolju komunikaciju i razumijevanje nego što je to slučaj u interakcijama između autističnih i neurotipičnih osoba te da autistične osobe mogu razumjeti i predvidjeti međusobne misli i motivacije bolje od neurotipičnih. Osim toga, može se tvrditi da je autistična empatija sveobuhvatnija i intenzivnija od neurotipične empatije što sugerira opažanje da su autistične osobe sklonije personifikaciji neživih predmeta. Autistična teorija uma obično se temelji na upotrebi pravila i logike te može biti modulirana razlikama u razmišljanju. Da su autistični ljudi inherentno slabi u društvenoj komunikaciji, interakcija između dvoje autističnih osoba logično bi bila lošija i problematičnija od one između autistične i neurotipične osobe. Ovo istraživanje osporava uobičajene dezinformacije i mitove o autističnim osobama na području psihologije i psihijatrije. Budući da se autistične osobe rijetko uspijevaju pronaći i socijalizirati sa sebi sličnim neurotipovima, u društvu ih se doživljava kao individue bez društvenih sposobnosti.
Treba naglasiti da neurotipične osobe također imaju lošu teoriju uma naspram autističnih osoba na isti način kao što autistični ljudi imaju lošu teoriju uma naspram neurotipičnih osoba. Autistične ljude često maltretiraju neurotipične osobe i sebe doživljavaju odbačeno iz neurotipičnih društvenih skupina zbog načina na koji se predstavljaju unatoč njihovim pokušajima maskiranja što dodatno podupire teoriju problema dvostruke empatije. To znači da autistični ljudi puno bolje komuniciraju s drugim autističnim osobama nego s neurotipičnim osobama, a problemi interakcije uočeni kod autističnih osoba nisu apsolutna, nego relativna karakteristika koja ovisi o prilagodbi između osobe i društvenog okruženja.